# Eye Green
Eye Green es una localidad situada en la autoridad unitaria de Peterborough, en el condado de Cambridgeshire, Inglaterra (Reino Unido), con una población estimada a mediados de 2016 de 645 habitantes.
Se encuentra ubicada al noroeste de la región Este de Inglaterra, cerca de la frontera con la región de Midlands del Este.